# الهرمل
الهرمل هي إحدى القرى اللبنانية مركز قضاء الهرمل في محافظة بعلبك الهرمل.و تخضع لسيطرة عشيرة آل حمادة

## جغرافيتها
تقع الهرمل في شمال شرقي لبنان. تبعد 143كلم عن بيروت. ترتفع 780م عن سطح البحر. تبلغ مساحتها الإجمالية 136.4 كلم2. ويبلغ عدد سكانها حوالي 90000 نسمة.
سكن الإنسان القديم مدينة الهرمل لكثرة ينابيعها العذبة، والدلائل تشير إلى ذلك، القبور الموجودة في المغاور "حول حافة نهر العاصي، فهناك آثار موجودة حتى الآن في
القاموع"السفح الشرقي من الهرمل المسمى بدير مار مارون حاليا " والأثر الثالث هو قناة "والأثر الثاني هو قصر البنات لجر مياه العاصي إلى مملكة تدمر، والأثر الرابع غربي الهرمل في بريصا حيث يوجد عدد من الكنائس البيزنطية، والأثر الخامس صخرتا نبوخذ نصر الثاني، أما الحدث الثقافي الأهم هو تأييد الناس على ولادة جبران خليل جبران في جرود الهرمل أي في وداي الرطل حيث أمضى طفولته هناك

### التوأمة
- بافيا، إيطاليا
- ترييستي، إيطاليا

## أعلام
- علي محمد حمد عبد علي امهز